# Cyathula pobeguinii
Cyathula pobeguinii là loài thực vật có hoa thuộc họ Dền. Loài này được Jacq.-Fél. mô tả khoa học đầu tiên năm 1950.